# Frazeologia lotnicza
Frazeologia lotnicza – zasady określające typowy dla lotnictwa sposób porozumiewania się. Zostały stworzone w celu ułatwienia i uściślenia komunikacji między pilotami a kontrolerami z różnych zakątków świata.
Wyróżnia się:
- frazeologię angielską (ogólnoświatową), w której stosowany jest międzynarodowy alfabet fonetyczny,
- frazeologię regionalną (zależną od miejsca przebywania)